# Ammoperdix
Ammoperdix és un gènere d'ocells de la família dels fasiànids (Phasianidae). Aquestes perdius viuen en zones més o menys àrides i pedregoses del nord-est d'Àfrica i Àsia sud-occidental, des de Turquia i Aràbia fins al Pakistan.

## Llista d'espècies
S'han descrit dues espècies dins d'aquest gènere:
- Perdiu del desert (Ammoperdix heyi).
- Perdiu gorjagrisa (Ammoperdix griseogularis).